# Muntinlupa
Muntinlupa é uma cidade de primeira classe de renda da cidade na região Grande Manila (NCR), nas Filipinas. De acordo com o censo de 1 maio  de  2020 possui uma população de 543 445 pessoas e 138 331 domicílios. É limitado a norte pelo Taguig, a noroeste por Parañaque; por Las Piñas, a oeste, a sudoeste pelo município de Bacoor, em Cavite, por parte do município de San Pedro, em Laguna e pela Baía de Laguna a leste, o maior lago do país. É classificado como altamente urbanizada da cidade com uma população de mais de 400.000  e é dado o apelido de "Cidade Esmeralda das Filipinas" pelo estabelecimento de turismo.

## Cidades Irmãs

### Internacionais
| Takasaki, Japão | Carson, Califórnia, EUA | Piteşti, Romênia |
| Liuzhou, China  | Staffanstorp, Suécia    |                  |

### Nacionais
| Siruma, Camarines Sur | Calabanga, Camarines Sur | Santa Cruz, Marinduque |
| Calauag, Quezon       |                          |                        |